# Lugiani Gallardo
Lugiani Iván Gallardo Rodríguez (ur. 20 kwietnia 1991 w mieście Meksyk) – meksykański piłkarz występujący na pozycji ofensywnego pomocnika lub skrzydłowego.

## Kariera klubowa
Gallardo urodził się w stołecznym mieście Meksyk i jest wychowankiem tamtejszego klubu piłkarskiego Club América. W meksykańskiej Primera División zadebiutował za kadencji szkoleniowca Manuela Lapuente, 28 listopada 2010 w zremisowanym 3:3 spotkaniu wyjazdowym z Santos Laguną. Pierwszym międzynarodowym turniejem w jego profesjonalnej karierze był Copa Libertadores 2011, gdzie wystąpił w jednym meczu, natomiast América odpadła w 1/8 finału.

## Kariera reprezentacyjna
W 2011 roku Gallardo został powołąny przez trenera Juana Carlosa Cháveza do reprezentacji Meksyku U–20 na Młodzieżowe Mistrzostwa Ameryki Północnej w Gwatemali. Na turnieju tym Meksyk triumfował, jednak zawodnik Amériki nie rozegrał ani jednego spotkania. W tym samym roku znalazł się w kadrze na Mistrzostwa Świata U–20 w Kolumbii, gdzie El Tri zajęli trzecie miejsce. Także w tych rozgrywkach Gallardo pełnił funkcję rezerwowego i wystąpił tylko w jednym meczu.